# Ugh! (canción)
«Ugh!» es una canción de pop rock interpretada por la banda británica The 1975 y lanzada como segundo sencillo de su segundo álbum de estudio I Like It When You Sleep, for You Are So Beautiful Yet So Unaware of It. La canción fue escrita por George Daniel, Matthew Healy, Adam Hann y Ross MacDonald. Mike Crossey se encargó de la producción junto a Daniel y Healy. La canción fue lanzada el 10 de diciembre de 2015 por Dirty Hit y Polydor Records como el segundo sencillo del álbum. La obsesión de la banda con la síncopa y el ritmo impulsó la creación de la canción, mientras que Healy explicó que la letra trata de salir de la cocaína, las conversaciones alimentadas por las drogas y las interacciones sociales.
"Ugh!" es una balada minimalista de funk, R&B y synth pop que contiene elementos de disco, art pop, jazz, electro-funk, new wave y dark pop. La producción tropical de la canción consiste en un ritmo funk sintético, un ritmo electro-indie y un ritmo funk al estilo de los setenta. La canción trata sobre la adicción a la cocaína de Healy, narrando una lucha entre intentar dejar de fumar y el deseo de continuar. Los temas explorados en la canción incluyen frustración sexual, obsesión por uno mismo y disgusto por uno mismo, entre otros.

## Antecedentes
Healy describió el proceso de composición de "Ugh!" como "algo que se remonta a los primeros cimientos de cómo escribimos música en 1975", diciendo que fue impulsado por la obsesión de 1975 con la síncopa y el ritmo. En cuanto al título, la cantante dijo que pretende representar una sensación de insatisfacción y arrepentimiento por uno mismo. Healy le dijo a Patrick Doyle de Rolling Stone que "Ugh!" se trata de dejar la cocaína, diciendo que se sentía cómodo hablando de su pasado con la cocaína debido a la naturaleza comprensiva de la base de fans de la banda. En una entrevista con Michael Hann de The Observer, Healy habló sobre un conflicto entre su deseo de ser honesto y la responsabilidad que tiene hacia los fans más jóvenes, diciendo: "No puedo empezar a hablar con los niños sobre las drogas". Hann le preguntó sobre esto, quien notó que "Ugh!" reflexiona sobre la relación del cantante con la cocaína. En respuesta, Healy dijo que a pesar de ser un ex adicto, su actitud hacia la cocaína se ha vuelto indiferente: "Es parte del tejido social. Es parte de salir. Ya no tengo ningún problema con la cocaína". Hablando con Shahlin Graves de Coup de Main, dijo que la canción se inspira en conversaciones e interacciones sociales impulsadas por las drogas, observando una tendencia de las personas a concentrarse en sí mismas en lugar de involucrar a los demás. Tras su estreno en el programa Beats 1 de Zane Lowe el 10 de diciembre de 2015, "Ugh!" fue lanzado oficialmente como segundo sencillo del álbum, acompañado de una nota mecanografiada y tres dibujos relacionados con la canción.

## Video musical
El 18 de diciembre de 2015 se lanzó un video musical que lo acompaña, dirigido por Adam Powell. La imagen, que fue filmada completamente en película, se basa en los shows en vivo de 1975. Cuenta con mapeo de proyección sobre un set de estilo Kraftwerk, con la banda interpretando la canción en una serie de plataformas rodeadas de pilares y pantallas difusas. El escenario se ilumina en una variedad de tonos, que incluyen luces fluorescentes, luces de neón brillantes y el tema de colores suaves y apagados introducido en "Love Me". Mientras la actuación de 1975, Healy baila con varios atuendos y, a menudo, aparece en la pantalla sin camisa. Chandra Johnson de MTV News le dio a la imagen una crítica positiva, comparando los "atrevidos movimientos de baile" de Healy con los de Drake en "Hotline Bling" (2015). Graves también hizo comparaciones con "Hotline Bling" y señaló que continúa perpetuando la estética retro y de colores vibrantes recientemente introducida por la banda. Menyes elogió el 1975 por ser "tan enérgico como siempre", calificando el video de "ardiente". Brittany Spanos de Rolling Stone describió el video como elegante y futurista, escribiendo que muestra un cambio radical de la estética en blanco y negro presente en las imágenes de The 1975.

## Posicionamiento en lista
| Lista (2016)                           | Posiciones |
| -------------------------------------- | ---------- |
| Irlanda (IRMA)                         | 80         |
| Escocia (Scottish Singles Sales Chart) | 26         |
| Reino Unido (UK Singles Chart)         | 42         |